# Молдавские походы Яна III Собеского
Молдавские походы Яна Собеского были частью польско-турецкой войны 1683—1699.

## Причины походов
После победы австрийских и польских войск над армией визиря Кара Мустафы под Веной (1683) Ян Собеский был полон решимости продолжить войну. Польский король строил планы по вытеснению турок из Европы. Одним из направлений в этих планах рассматривались военные действия по завоеванию Молдавии и Валахии, которые, по замыслу Собеского, должны были образовать новое княжество под властью его сына Якуба, что способствовало бы наследованию королевичем Якубом польского трона после смерти отца.
Серьезным препятствием на пути осуществления планов польского короля было Крымское ханство, которое сохранило боеспособность после поражения 1683 года. Отсюда возникали планы польского короля по захвату степных территорий между Днепром и Дунаем для разъединения Османской империи и татар.
Планы Речи Посполитой поддерживали союзники из Священной лиги, в первую очередь Австрия. Побуждая польского короля к активным действиям в Причерноморье, император Священной Римской империи хотел отвлечь внимание татар от вмешательства в дела Балканского региона.

## Поход 1683 года
Уже осенью 1683 года, собрав значительные силы, Собеский выступил в поход с целью вытеснения турок из Молдавии и их опорной базы на землях Речи Посполитой, из крепости города Каменец-Подольск. Польские войска под командованием господаря-эмигранта Стефана Петричейку вместе с казачьими отрядами гетмана Куницкого в результате успешных действий заняли столицу Молдавского княжества Яссы. Отсюда Куницкий во главе отрядов молдаван и казаков совершил поход на Буджак, но при возвращении был атакован турецкими силами. Потерпев неудачу, Куницкий с частью казацкой конницы отступил в Яссы, откуда вернулся на польские земли.
Операции польских войск по блокированию Каменец-Подольской крепости, усилили позиции пропольски настроенных молдавских феодалов, которые рассчитывали на освобождение княжества от турецкой власти посредством Речи Посполитой. Среди феодалов-эмигрантов, проживавших в Польше, проявлялись стремления повлиять на польское общественное мнение и убедить короля в необходимости активизации борьбы за освобождение Молдавии от власти султана.

## Поход 1685 года
В июле 1685 года молдавским господарем становится Константин Кантемир. Кантемир, зная польские военные приготовления, предлагает через своих послов гетману С. Яблоновскому не вступать на молдавскую территорию, но сосредоточить действия его армии на взятии Каменца-Подольского и разорении Буджака. Но Я. Собеский, сталкиваясь с серьезными трудностями при осаде хорошо укрепленной османской крепости, начал поход в Молдавию, рассчитывая таким образом не только получить новые территории, но и, главное, отрезать османами пути снабжения Каменецкой крепости, тем самым вынудив их сдать её. В то же время военная кампания короля была призвана для отвлечения на себя части османских сил от событий на Балканах.
В сентябре 1685 года польские войска под командованием С. Яблоновского перешли Днестр и вошли в Буковину. Застигнутые врасплох, 1 октября 1685. неожиданным нападением османо-татарских сил близ городка Боян, армия гетмана оказалась в катастрофическом положении и была вынуждена отступить. Господарь Кантемир выступил против польских войск и во главе молдавской армии воевал на стороне Османской империи.

## Поход 1686 года
Несмотря на неудачу польских войск в Молдавии, Я. Собеский готовился к новому походу в 1686 году, целью которого было завоевание дунайских княжеств, разорение Буджака и принуждения к сдаче османами Каменца-Подольского. В ходе подготовки этой кампании король стремился заручиться поддержкой Кантемира. При посредничестве М. Костина, который вернулся в Молдавию, он начал переговоры с молдавским господарем. Я. Собеский предлагал Кантемир вступить в Священную лигу и готовность гарантировать ему наследственную власть в Молдавии, если княжество перейдет под протекторат Речи Посполитой. Князь обещал после вступления польских войск на молдавскую территорию предоставить королю помощь военной силой и провиантом. Однако Кантемир оставался верным султану, а переговоры с Польшей, как в дальнейшем и с Габсбургами, велись им с целью защитить себя и сохранить престол на случай поражения Османской империи.
В конце июля 1686 польская армия вступила в пределы Молдавии и начала успешное продвижение на её территории. 16 августа 1686 Ян Собеский торжественно въехал в Яссы. Кантемир, который оставил вместе со своими сторонниками столицу после появления в городе первого отряда поляков, обратился к феодалам княжества с призывом присоединиться к нему и выступить против польских войск. На сторону поляков перешел только двухтысячный отряд молдавской кавалерии, состоявший главным образом из мелких и средних феодалов и служилых людей, стремившихся в результате освобождения от османского власти добиться улучшения своего экономического и общественного статуса. Большая часть крупного молдавского боярства поддержала хозяина Константина Кантемира. Только митрополит Досифей, будучи последовательным сторонником антиосманской ориентации, присоединится к Ян Собеского, а затем после поражения польской армии уедет вместе с королём в Польшу. Не будучи убежден в возможности решительной победы поляков над османами, Кантемир, несмотря на предварительную договоренность с королём, не присоединился к полякам и во главе своих отрядов выступил на стороне султанских сил.
Армия Яна Собеского оказалась в трудном положении. Не вступая в бой, турецко-татарские войска изматывали поляков внезапными нападениями. Они разрушали все по маршруту продвижения польской армии. Не только голод, но и сильная засуха уменьшали силы польских войск. Внезапная пожар в Яссах не позволила королю закрепиться в столице княжества. Королевская армия, преодолевая большие трудности и неся потери, отступила на территорию Речи Посполитой. Только в Кымпулунг и некоторых монастырях на севере княжества остались польские гарнизоны, которые позволяли королю осуществлять контроль над северными уездами Молдавии и служили формальным основанием претензий Речи Посполитой на Молдавию. В 1687 г. для управления занятыми территориями король назначил своего губернатора — капитана Туркула.

## Поход 1691 года
В 1691 г. Ян Собеский снова начал поход для завоевания Молдавии. В новой военной кампании турецко-татарские войска прибегли к прежней тактики: не давая сражения, они изматывали польскую армию постоянными нападениями, например, в битве под Перерытами. Но главной неожиданностью для короля стало то, что господарь Кантемир в очередной раз отказался перейти на сторону поляков. Более того, он оставил Яссы и обратился ко всем жителям Молдавии, способных носить оружие, с призывом оказать сопротивление войску Я. Собеского. Одновременно молдавский князь обратился за помощью к татарам.
Польская армия была плохо оснащена и нуждалась в провианте, а в разоренном княжестве не было ресурсов для пополнения запасов. В трудной ситуации Собеский решил двинуться в направлении Трансильвании для соединения с австрийскими войсками. Но надежды польского короля на помощь со стороны союзника по коалиции — Габсбургов не сбылись. Австрийское командование и на этот раз отказалось от военной поддержки похода своего союзника. Опять сказалось соперничество Габсбургов и Речи Посполитой за обладание Дунайскими княжествами. Обессиленная армия Я. Собеского была вынуждена вернуться на родину.
Очередной поход польского короля в Молдавии не привел к тем результатам, на которые рассчитывал Ян Собеский. Ему удалось лишь несколько расширить свои владения в северной части княжества, заняв Нямц и Сучаву. Поход подготовленный наскоро и сделанный для усиления позиций Речи Посполитой на случай заключения мира с Портой снова стал только военной акцией, удачно использованной австрийским командованием в войне с турками.

## Итог
Переговоры в Карловице показали, что Дунайские княжества были лишь пешками в политических расчетах Габсбургов и Речи Посполитой, к тому же постоянно соперничавших из-за них между собой. В угоду своим интересам они с легкостью отказались в 1699 г. от княжеств. По условиям Карловацкого соглашения Молдавия и Валахия оставались в системе подчиненных султану территорий. Польша освобождала занятую во время войны северную часть Молдавского княжества в обмен на Каменец и Подолье.